# تیشری
| دومین روز اقدس در گاه‌شماری عبری, یوم‌کیپور, روز توبه و کفاره, در ۱۰اُم تیشری قرار دارد. |               |
| شماره ماه:                                                                            | ۷             |
| شمار روزها:                                                                           | ۳۰            |
| فصل:                                                                                  | پاییز         |
| گاه‌شماری میلادی:                                                                      | سپتامبر–اکتبر |

تیشری(به عبری: תשרי)، نخستین ماه از سال مدنی عبری و همچنین ماه هفتم از سال در تقویم مذهبی عبری محسوب می‌شود. این ماه پاییزی و سی روزه است. نخستین روز این ماه مصادف است با روش هشانا.
واژه تیشری برگرفته از شروع و ریشه آکادی دارد. در عهد عتیق قبل از اخراج یهودیان به بابل این ماه اتانیم (عبری: אֵתָנִים) نام دارد. ادوین تیل در کتاب اعداد اسرارآمیز پادشاهان عبری ادعا کرده‌است که پادشاهی جودا تقویم بر اساس تیشری به عنوان اولین ماه و پادشاهی اسراییل دارای ماه اول نیسان بود.

## مناسبات مذهبی
- ۱-۲ تیشری روش هاشانا یا راس السنه یا یوم هادین
- ۳ تیشری یوم گدلیا (روز روزه)
- ۱۰ تیشری یوم کیپور (روز روزه)
- ۱۵-۲۱ تیشری عید سکوت
- ۲۱ تیشری هوشانا رباه
- ۲۲ تیشری شمینی اتزرت

## در تاریخ یهودی
- ۱ تیشری (۳۷۶۰ پیش‌از میلاد) آدم و حوا خلق شدند. در روز ۱ تیشری که معادل ششمین روز آفرینش بود "الوهیم گفت بگذارید که مرد را در تصویر خود ایجاد کنیم مانند ما و بگذارید که او بر ماهی دریا و پرندگان در هوا و بر چهارپایان و بر کل زمین تسلط داشته باشد." (پیدایش ۱:۲۶)